# Luis Gatty Ribeiro
Luis Gatty Ribeiro (Cobija, 1 de novembro de 1979) é um ex-futebolista boliviano que atuava como defensor.

## Carreira
Luis Gatty Ribeiro integrou a Seleção Boliviana de Futebol na Copa América de 2001.